# Come Rejoice! A Judy Collins Christmas
| Оценки критиков               | Оценки критиков |
| Источник                      | Оценка          |
| ----------------------------- | --------------- |
| AllMusic                      | [ 1 ]           |
| Encyclopedia of Popular Music | [ 2 ]           |

Come Rejoice! A Judy Collins Christmas — двадцать второй студийный альбом американской певицы Джуди Коллинз, выпущенный 20 сентября 1994 года на лейбле Mesa Recordings.

## Об альбоме
Фактически, это первый рождественский альбом в карьере Коллинз, если не брать в расчёт Amazing Grace 1985 года, который хоть и был выпущен в разгар рождественского сезона с соответствующим оформлением и названием, мало чего имел от рождественского настроения.
Данный альбом певица записывала при минимальном аккомпанементе, среди которого в основном только фортепиано, также можно услшыть синтезатор, гитару, а также хор. Среди композиций, выбранных для альбома, главным образом христианские гимны, но также есть популярные рождественские песни как «I’ll Be Home For Christmas» или «Let It Snow». Также в альбом вошла песня авторского сочинения «Song for Sarajevo» рассказывающая об ужасах войны в Бсоснии. Последним треком на альбоме стала перезаписанная классическая «Amazing Grace».

## Список композиций
| №                   | Название                                                       | Автор(ы)                         | Длительность |
| ------------------- | -------------------------------------------------------------- | -------------------------------- | ------------ |
| 1.                  | «I’ll Be Home For Christmas»                                   | Ким Гэннон, Уолтер Кент, Бак Рэм | 1:06         |
| 2.                  | «Away In A Manger»                                             | традиционная                     | 4:21         |
| 3.                  | «Joy To The World»                                             | Лоуэлл Мейсон, Исаак Уоттс       | 2:32         |
| 4.                  | «Song For Sarajevo»                                            | Джуди Коллинз                    | 4:44         |
| 5.                  | «Cherry Tree Carol»                                            | традиционная                     | 4:28         |
| 6.                  | «Good King Wenceslas»                                          | традиционная                     | 3:18         |
| 7.                  | «All On A Wintry Night»                                        | Джуди Коллинз                    | 3:28         |
| 8.                  | «Come Rejoice»                                                 | Джуди Коллинз                    | 3:32         |
| 9.                  | «Little Road To Bethlehem»                                     | Мик Хид, Маргарет Роуз           | 2:35         |
| 10.                 | «Silent Night»                                                 | Франц Грубер, Йозеф Мор          | 4:05         |
| 11.                 | «A Christmas Carol»                                            | Нед Рорем                        | 1:31         |
| 12.                 | «Charlie & The Bells Medley: White Christmas / Happy New Year» | Ирвинг Берлин, Чак Коллинз       | 3:40         |
| 13.                 | «Let It Snow»                                                  | Сэмми Кан, Жюль Стайн            | 3:09         |
| 14.                 | «Amazing Grace»                                                | Джон Ньютон                      | 3:48         |
| Общая длительность: | Общая длительность:                                            | Общая длительность:              | 46:17        |